# Acacia paradoxa
Acacia paradoxa é uma espécie de leguminosa do gênero Acacia, pertencente à família Fabaceae.